# Paul Säurich
Paul Säurich war ein Chemnitzer Schuldirektor, Botaniker und Autor diverser botanischer Bücher um das Jahr 1900.
Der Botanische Schulgarten in Chemnitz wurde im Jahre 1898 nach Plänen des Gartendirektors Otto Werner und des Schuldirektors Paul Säurich gegründet.

## Werke
Paul Säurich verfasste mehrere botanische Werke, die im Jahr 2012 vom Salzwasser Verlag neu herausgegeben wurden.
Die meisten seiner Bücher erschienen mit dem Untertitel „Bilder aus der Pflanzenwelt“ und wurden im Zeitraum von 1905 bis 1911 verfasst.
- In vorgeschichtlicher Zeit – Bilder aus der Pflanzenwelt (1905)
- Auf dem Felde – Bilder aus der Pflanzenwelt (1906)
- Im Gewässer – Bilder aus der Pflanzenwelt (1907)
- Im Walde – Bilder aus der Pflanzenwelt (1908)
- Auf Wiese und Hang – Bilder aus der Pflanzenwelt (1909)
- Im Obstgarten – Bilder aus der Pflanzenwelt (1911)
- Die Ernährung der Pflanzen auf dem Felde (1919)